# Surrounded by Time
Surrounded by Time è il quarantunesimo album in studio del cantante gallese Tom Jones, pubblicato nel 2021.

## Tracce
1. I Won't Crumble with You If You Fall – 3:16 (Bernice Johnson Reagon)
2. The Windmills of Your Mind – 4:43 (Alan Bergman, Marilyn Bergman, Michel Legrand)
3. Pop Star – 4:00 (Cat Stevens)
4. No Hole in My Head – 4:08 (Malvina Reynolds)
5. Talking Reality Television Blues – 6:29 (Todd Snider)
6. I Won't Lie – 4:28 (Paul Butler, Michael Kiwanuka)
7. This Is the Sea – 7:11 (Mike Scott)
8. One More Cup of Coffee – 3:45 (Bob Dylan)
9. Samson and Delilah – 5:06 (Tradiz.; accr. Ethan Johns, Tom Jones, Mark Woodward)
10. Ol' Mother Earth – 5:16 (Tony Joe White)
11. I'm Growing Old – 4:14 (Bobby Cole)
12. Lazarus Man – 9:07 (Terry Callier)